# 2nd II None
2nd II None é um grupo americano de hip hop originário de Compton, Califórnia. Consiste dos primos KK (nascido Kelton L. McDonald) e Gangsta D (nascido Deon Barnett). Ambos eram membros da gang Bloods Elm Street Piru.

## Discografia

### Álbuns de estúdio
| Título        | Lançamento | Pico | Pico   | Pico    |
| Título        | Lançamento | US   | US R&B | US Heat |
| ------------- | ---------- | ---- | ------ | ------- |
| 2nd II None   | 1991       | 83   | 26     | 3       |
| Classic 220   | 1999       | 162  | 40     | —       |
| Compton Muzik | 2014       | —    | —      | —       |

### Não lançados
- The Shit (1994)

### Coletâneas
- Tha Kollective (2009)

### Singles
| Título                                 | Lançamento | Pico | Pico   | Pico   | Álbum                         |
| Título                                 | Lançamento | US   | US R&B | US Rap | Álbum                         |
| -------------------------------------- | ---------- | ---- | ------ | ------ | ----------------------------- |
| "Be True to Yourself"                  | 1991       | 78   | 54     | 9      | 2nd II None                   |
| "If You Want It"                       | 1992       | 64   | 33     | 13     | 2nd II None                   |
| "Didn't Mean to Turn You on"           | 1994       | —    | —      | —      | Above the Rim - trilha sonora |
| "Up n' da Club"                        | 1999       | —    | —      | —      | Classic 220                   |
| "—" denota que não entrou nas paradas. |            |      |        |        |                               |